# Boedoe Zivzivadze
Boedoe Zivzivadze (Georgisch: ბუდუ ზივზივაძე) (Koetaisi, 10 maart 1994) is een Georgische voetballer die doorgaans als centrumspits speelt. In januari 2024 maakte hij de overstap van Karlsruher SC naar 1. FC Heidenheim. Op 23 januari 2017 maakte hij zijn debuut in het nationaal elftal van Georgië tijdens de oefeninterland tegen Oezbekistan.

## Clubloopbaan
Zivzivadze begon toen hij acht jaar oud was met voetballen waarna hij op advies van zijn buurman op 14-jarige leeftijd de overstap maakte naar de voetbalschool Imedi uit zijn geboorteplaats Koetaisi. Na een oefenwedstrijd te hebben gespeeld met Dinamo Tbilisi vervolgde hij in 2011 zijn loopbaan bij de meervoudige Georgische kampioen.

### Dinamo Tbilisi
Na één jaar in de jeugdacademie te hebben gespeeld speelde Zivzivadze op 9 september 2012 voor de eerste keer bij de senioren tijdens de met 4-2 gewonnen thuiswedstrijd tegen FK Tsjiatoera. Hij kwam in de 71e minuut op het veld. Op 11 september 2014 maakte Zivzivadze zijn debuut in het eerste elftal tijdens de met 3-0 verloren uitwedstrijd tegen Metaloergi Roestavi. Trainer Kachaber Gogitsjaisjvili bracht hem in de 67e minuut in de ploeg. Het bleef voor hem bij deze ene wedstrijd. De rest van de seizoenen speelde hij in het tweede elftal. In januari 2015 maakte hij halverwege de competitie na 50 wedstrijden en 47 doelpunten in het tweede de overstap naar Torpedo Koetaisi.

### Torpedo Koetaisi
Tijdens de 16e competitieronde op 22 februari 2015 maakte hij zijn eerste speelminuten tijdens de thuiswedstrijd tegen Kolcheti 1913 Poti. Hij kwam in de 59e minuut in de ploeg voor Davit Kirkitadze. Met één basisplaats en vier invalbeurten werd de rest van het seizoen geen groot succes. In de zomer van 2015 was FC Samtredia de volgende stap in zijn carrière.

### FC Samtredia
Op 14 augustus 2015 maakte hij zijn debuut tijdens de met 2-0 gewonnen thuiswedstrijd tegen FK Sjoekura Koboeleti. Trainer Giorgi Tsetsadze liet hem tijdens de openingswedstrijd van de competitie in de basis starten. Drie weken later op 30 augustus maakte hij zijn eerste doelpunt op het hoogste niveau. In het met 3-2 gewonnen thuisduel tegen Lokomotivi Tbilisi maakte hij in de 10e minuut de 1-0. Mede door zestien doelpunten van zijn voet eindigde Zivzivadze in zijn eerste seizoen bij Samtredia op de tweede plaats waardoor men zich kwalificeerde voor de UEFA Europa League. Op 30 juni 2016 maakte hij zijn Europese debuut in de met 5-1 verloren uitwedstrijd tegen FK Qäbälä. Tijdens de met 2-1 gewonnen terugwedstrijd scoorde hij in het Erosi Mandzjgaladzestadion zijn eerste Europese doelpunt door in de 14e minuut via een strafschop de stand op 1-0 te brengen. Vanwege de overgang naar een competitie per jaar werd zijn tweede seizoen bij Samtredia ingekort tot de helft van het aantal wedstrijden. Met elf doelpunten werd Zivzivadze topscorer van Georgië en eindigde hij met zijn ploeg op de eerste plaats. Samtredia werd hierdoor voor het eerst in haar bestaan kampioen. Zivzivadze maakte aan het einde van het seizoen de overstap naar  Esbjerg fB.

### Esbjerg fB
In januari 2017 tekende Zivzivadze een contract bij de club uit de kustplaats Esbjerg. Op 27 februari maakte hij zijn eerste minuten voor de Deense club tijdens de uitwedstrijd tegen Lyngby BK. Trainer Lars Lungi Sörensen bracht hem in de 67e minuut in het veld voor Mads Hvilsom. Een groot succes werd zijn eerste Deense seizoen niet. Hij kwam in het tweede seizoenshelft tot drie basisplaatsen en het duurde tot de laatste wedstrijd van het seizoen voordat hij zijn eerste doelpunt wist te maken in het shirt van Esbjerg. Op 28 mei maakte hij in de 3-2 verloren uitwedstrijd tegen AC Horsens in de 93e minuut het tweede doelpunt van Esbjerg. Aan het einde van seizoen degradeerde Zivzivadze met zijn ploeg naar de 1. division. In zijn tweede seizoen veranderde er niet veel waardoor hij zich in de winterstop liet verhuren aan zijn oude club Dinamo Tbilisi. Na terugkomst uit Georgië werd in overleg besloten om zijn doorlopende contract te ontbinden. Zivzivadze keerde terug naar zijn geboorteland waar hij opnieuw bij Torpedo Koetaisi ging spelen.

#### Verhuur aan Dinamo Tbilisi
Begin januari 2018 tekende Zivzivadze een eenjarige huurovereenkomst. Op 5 maart kwam hij voor de eerste keer in actie tijdens de met 1-2 verloren thuiswedstrijd tegen FC Roestavi. In het Dinamostadion liet trainer Kachaber Katsjarava hem in de basis starten. In de 84e minuut maakte hij uit een strafschop de 1-1 gelijkmaker. Zivzivadze was het gehele seizoen een vaste waarde in het elftal. Mede door 22 doelpunten van zijn voet eindigde hij met Tbilisi op de derde plaats. Opvallend waren zijn vier doelpunten in de met 5-2 gewonnen thuiswedstrijd tegen Sioni Bolnisi. Zivzivadze eindigde samen met Giorgi Gabedava als topscorer van de Erovnuli Liga. Na één seizoen keerde hij terug naar Esbjerg.

### Torpedo Koetaisi (2019)
Zivzivadze tekende een contract van 1,5 jaar en keerde daarmee terug bij de club uit Koetaisi. Hij maakte zijn debuut tijdens de Georgische supercup tegen FC Saboertalo waarbij hij in de basis startte. In de 70e minuut gaf hij de assist op Merab Gigaoeri die het enige doelpunt van de wedstrijd maakte. Tijdens de tweede competitieronde op 5 maart 2019 maakte hij in de met 0-2 gewonnen uitwedstrijd tegen Dinamo Batoemi zijn eerste doelpunt. In de 45e minuut maakte hij de 0-2. In het elftal van trainer Kachaber Tsjchetiani was hij de rest van het seizoen 2019 basisspeler. Mede door 13 doelpunten in 20 competitiewedstrijden eindigde Zivzivadze met Torpedo Koetaisi op de vierde plaats. Na dit seizoen zette hij zijn carrière voort in Hongarije waar hij ging spelen bij het in de NB 1 spelende Mezőkövesd.

### Mezőkövesd
In de zomer van 2019 tekende Zivzivadze een driejarig contract bij de in 1975 opgerichte club. Op 3 augustus maakte hij zijn debuut tijdens de met 1-0 gewonnen thuiswedstrijd tegen Zalaegerszegi TE. Hij bekroonde zijn basisplaats door in de 20e minuut het enige doelpunt van de wedstrijd te maken. Bij trainer Attila Kuttor was Zivzivadze de rest van het seizoen een vaste basisspeler. Mede door drie doelpunten van hem werd de bekerfinale bereikt. Hierin was Honvéd met 2-1 te sterk. Zivzivadze speelde de gehele wedstrijd. Na één seizoen vervolgde hij zijn loopbaan bij Fehérvár FC

### Fehérvár FC
In de zomer van 2020 tekende Zivzivadze een contract bij de club uit Székesfehérvár. Op 15 augustus maakte hij zijn eerste speelminuten tijdens de uitwedstrijd tegen Zalaegerszegi TE. In het met 3-3 gelijkgespeelde duel in de ZTE Aréna bracht trainer Gábor Márton hem in de 62e minuut in het veld voor Nemanja Nikolić. Een maand later op 12 september maakte hij zijn eerste doelpunt in het shirt van Fehérvár tijdens de thuiswedstrijd tegen Puskás Akadémai FC. In blessuretijd zette hij na een voorzet van Armin Hodžić de 3-1 eindstand op het scorebord.  In zijn eerste seizoen kwam hij 33 keer in actie in de Nemzeti Bajnokság waarvan 20 keer in de basis en eindigde hij met Fehérvár op de derde plaats. Mede door drie doelpunten van Zivzivadze werd in de Magyar Kupa de finale gehaald waarin hij 120 minuten meespeelde tegen Újpest FC. In de verlenging werd met 0-1 verloren.
In zijn tweede seizoen lukte het hem onder de nieuwe trainer Imre Szabics niet om een vaste  basisplaats te veroveren waardoor hij zich in februari 2022 tot het einde van het seizoen liet verhuren aan het op hetzelfde niveau uitkomende Újpest FC. Bij terugkomst stond met Michael Boris een nieuwe trainer voor de groep. Onder de Duitse coach speelde hij een belangrijke rol tijdens de kwalificatiewedstrijden voor de Conference League. In zes wedstrijden maakte hij zes doelpunten waardoor men zowel Qäbälä PFK als FC Petrocub uitschakelde. Zivzivadze haalde met Fehérvár het hoofdtoernooi niet omdat men in de play-offronde werd uitgeschakeld door 1. FC Köln. In de competitie liep het moeizaam en verkeerde hij met Fehérvár in degradatiegevaar. Dit leidde bij de supporters tot onvrede waardoor ze na de verloren thuiswedstrijd tegen Újpest FC vonden dat de spelers het niet waard waren om het shirt van de club te dragen. De spelers moesten met ontbloot bovenlijf naar de kleedkamer. Zivzivadze had zijn shirt gewisseld met zijn voormalig ploeggenoot Vincent Onovo en liep daardoor het veld af in het shirt van Újpest FC. Hij werd door deze actie uit het eerste elftal gezet en ondergebracht bij het tweede. Daar liep hij in de wedstrijd tegen Nagykanizsa tegen een schouderblessure aan waardoor hij een operatie moest ondergaan. Dit was direct zijn laatste wedstrijd omdat Zivzivadze besloot zijn loopbaan voor te zetten in de Duitsland bij het in de 2. Bundesliga spelende Karlsruher SC.

#### Verhuur aan Ujpest FC
In februari 2022 werd bekend dat Zivzivadze voor de rest van het seizoen werd verhuurd aan Ujpest. Hij maakte zijn debuut voor de club uit de hoofdstad Boedapest tegen uitgerekend Fehérvár. In de met 1-2 gewonnen uitwedstrijd startte hij in de basis en maakte hij in de 74e minuut de 0-2. De rest van het seizoen bleef hij in het basiselftal en wist in 12 competitiewedstrijden 11 keer het net te vinden. Aan het einde van het seizoen keerde hij terug naar Fehérvár.

### Karlsruher SC
In januari 2023 tekende Zivzivadze een contract voor tweeënhalf jaar. Op 5 maart maakte hij zijn eerste speelminuten in de 23e competitieronde tijdens de met 0-2 gewonnen uitwedstrijd tegen Hansa Rostock. In het Ostseestadion bracht trainer Christian Eichner hem in de 84e minuut in de ploeg. Op 21 mei maakte hij de in thuiswedstrijd tegen 1. FC Kaiserslautern zijn eerste doelpunt voor Karsruher SC. In het met 2-0 gewonnen duel maakte hij twintig seconden nadat hij in de 70e minuut in het veld was gekomen na een assist van Jérôme Gondorf het tweede doelpunt. Het lukte hem niet om een van de centrale spitsenduo Fabian Schleusener of Mikkel Kaufmann uit de basis te spelen. Hij kwam in de tweede helft van de competitie tot twee basisplaatsen.
In zijn tweede seizoen (2023/24) leken de kansen van Zivzivadze te stijgen toen Kaufmann aan 1. FC Union Berlin verkocht werd. In de openingswedstrijd van de competitie tegen VfL Osnabrück begon hij in de basis en vormde hij samen met Schleusener de voorhoede. De wedstrijden daarna werd zijn plaats overgenomen door Lars Stindl en verdween Zivzivadze naar de reservebank. In viertiende competitieronde tijdens de met 4-1 gewonnen thuiswedstrijd tegen 1. FC Nürnberg kwam voor hem de ommekeer. Hij kwam in de 81e minuut in het veld voor Igor Matanović en een paar minuten later maakte hij zowel de 3-1 als de 4-1. In de wedstrijden daarna stond hij regelmatig in de basis waarbij hij op 17 maart nogmaals twee keer het net wist te vinden. Tijdens de met 7-0 gewonnen thuiswedstrijd tegen 1. FC Magdeburg nam hij zowel de 2-0 als 3-0 voor zijn rekening. Hij gaf daarnaast een assist op Paul Nebel die de 4-0 wist te maken. Mede door 12 doelpunten van zijn voet lukte het Karlsruhe om weg te komen bij de degradatieplaatsen en op een vijfde plaats in de eindranglijst te eindigen. In zijn derde seizoen (2024/25) kende Zivzivadze een sterke start van de competitie. Op de eerste speeldag maakte hij na een 0-2 tussenstand in de met 3-2 gewonnen thuiswedstrijd alle drie de doelpunten. Mede door 12 doelpunten van zijn voet ging Karlsruhe SC op de tweede plaats de winterstop in. Zijn rol bleef niet onopgemerkt waardoor hij in januari werd weggekocht door het in de Bundesliga spelende 1. FC Heidenheim.

### 1. FC Heidenheim
Zivzivadze werd in de winterstop van het seizoen 2024/25 gehaald en tot 2029 vastgelegd. Door het vertrek van Tim Kleindienst had de ploeg uit de stad Heidenheim an der Brenz moeite met scoren. Zivzivadze zou hen hierbij moeten helpen.

## Clubstatistieken
| Seizoen                       | Club             | Competitie      | Competitie | Competitie | Beker | Beker | Internationaal | Internationaal | Overig | Overig | Totaal | Totaal |
| Seizoen                       | Club             | Competitie      | Wed.       | Dlp.       | Wed.  | Dlp.  | Wed.           | Dlp.           | Wed.   | Dlp.   | Wed.   | Dlp.   |
| ----------------------------- | ---------------- | --------------- | ---------- | ---------- | ----- | ----- | -------------- | -------------- | ------ | ------ | ------ | ------ |
| 2014/15                       | Dinamo Tbilisi   | Erovnuli Liga   | 1          | 0          | 0     | 0     | 0              | 0              | 0      | 0      | 1      | 0      |
| 2014/15                       | Torpedo Koetaisi | Erovnuli Liga   | 5          | 0          | 2     | 0     | 0              | 0              | 0      | 0      | 7      | 0      |
| 2015/16                       | FC Samtredia     | Erovnuli Liga   | 29         | 16         | 2     | 1     | 0              | 0              | 0      | 0      | 31     | 17     |
| 2016                          | FC Samtredia     | Erovnuli Liga   | 11         | 11         | 0     | 0     | 2              | 1              | 0      | 0      | 14     | 12     |
| 2016/17                       | Esbjerg fB       | Superligaen     | 7          | 0          | 0     | 0     | 0              | 0              | 2      | 1      | 9      | 1      |
| 2017/18                       | Esbjerg fB       | 1. division     | 4          | 0          | 1     | 0     | 0              | 0              | 5      | 1      | 10     | 1      |
| 2018                          | → Dinamo Tbilisi | Erovnuli Liga   | 35         | 2          | 3     | 4     | 2              | 2              | 0      | 0      | 40     | 8      |
| 2019                          | Torpedo Koetaisi | Erovnuli Liga   | 20         | 13         | 1     | 0     | 0              | 0              | 1      | 0      | 22     | 13     |
| 2019/20                       | Mezőkövesd       | NB 1            | 32         | 8          | 8     | 2     | 0              | 0              | 0      | 0      | 40     | 10     |
| 2020/21                       | FC Fehérvár      | NB 1            | 31         | 9          | 6     | 3     | 3              | 0              | 0      | 0      | 39     | 12     |
| 2021/22                       | FC Fehérvár      | NB 1            | 12         | 2          | 1     | 0     | 2              | 0              | 0      | 0      | 15     | 2      |
| 2021/22                       | → Újpest FC      | NB 1            | 12         | 11         | 2     | 0     | 0              | 0              | 0      | 0      | 14     | 11     |
| 2022/23                       | Fehérvár FC      | NB 1            | 10         | 1          | 1     | 0     | 6              | 6              | 0      | 0      | 17     | 7      |
| 2022/23                       | Karlsruher SC    | 2. Bundesliga   | 10         | 1          | 0     | 0     | 0              | 0              | 0      | 0      | 10     | 1      |
| 2023/24                       | Karlsruher SC    | 2. Bundesliga   | 30         | 12         | 1     | 0     | 0              | 0              | 0      | 0      | 31     | 12     |
| 2024/25                       | Karlsruher SC    | 2. Bundesliga   | 17         | 12         | 3     | 2     | 0              | 0              | 0      | 0      | 20     | 14     |
| 2024/25                       | 1. FC Heidenheim | Bundesliga      | 0          | 0          | 0     | 0     | 0              | 0              | 0      | 0      | 0      | 0      |
| Carrière totaal               | Carrière totaal  | Carrière totaal | 266        | 98         | 31    | 12    | 15             | 9              | 8      | 2      | 320    | 121    |
| Bijgewerkt tot 3 januari 2025 |                  |                 |            |            |       |       |                |                |        |        |        |        |

## Interlandloopbaan
Zivzivadze kwam uit voor diverse Georgische nationale jeugdelftallen waarbij hij met Georgië –19 actief was op een Europees kampioenschap. Hij speelde in totaal 15 jeugdinterlands waarin hij samen speelde met onder andere Otar Kiteisjvili, Giorgi Charaisjvili, Giorgi Beridze en Nika Kvekveskiri. In 2017 maakte hij zijn debuut voor het Georgisch elftal. 

### Georgische jeugdelftallen
Op 27 maart 2011 maakte Zivzivadze zijn debuut bij Georgië –17 tijdens de EK-kwalificatiewedstrijd tegen Wit-Rusland. Twee jaar later maakte hij op 22 maart zijn eerste doelpunt tijdens de met 3-1 verloren oefenwedstrijd van Georgië –19 tegen zijn leeftijdsgenoten uit Polen. Met hetzelfde elftal was hij in de zomer van 2013 actief op het Europees kampioenschap in Litouwen. Zivzivadze speelde alle wedstrijden maar strandde met Georgië in de poulefase. Op 6 september 2016 speelde hij met Georgië –21 zijn laatste jeugdinterland tegen Servië. 
| Interlands van Boedoe Zivzivadze voor Georgische jeugdelftallen () | Interlands van Boedoe Zivzivadze voor Georgische jeugdelftallen () | Interlands van Boedoe Zivzivadze voor Georgische jeugdelftallen () | Interlands van Boedoe Zivzivadze voor Georgische jeugdelftallen () | Interlands van Boedoe Zivzivadze voor Georgische jeugdelftallen () | Interlands van Boedoe Zivzivadze voor Georgische jeugdelftallen () |
| №                                                                  | Datum                                                              | Wedstrijd                                                          | Uitslag                                                            | Soort Wedstrijd                                                    | Doelpunten                                                         |
| Als speler bij Georgië –17                                         | Als speler bij Georgië –17                                         | Als speler bij Georgië –17                                         | Als speler bij Georgië –17                                         | Als speler bij Georgië –17                                         | Als speler bij Georgië –17                                         |
| ------------------------------------------------------------------ | ------------------------------------------------------------------ | ------------------------------------------------------------------ | ------------------------------------------------------------------ | ------------------------------------------------------------------ | ------------------------------------------------------------------ |
| 1.                                                                 | 27 maart 2011                                                      | Wit-Rusland – Georgië                                              | 1 – 0                                                              | EK-kwalificatie                                                    |                                                                    |
| Als speler bij Georgië –19                                         |                                                                    |                                                                    |                                                                    |                                                                    |                                                                    |
| 1.                                                                 | 22 maart 2013                                                      | Polen – Georgië                                                    | 3 – 1                                                              | Vriendschappelijk                                                  | Goal                                                               |
| 2.                                                                 | 24 maart 2013                                                      | Polen – Georgië                                                    | 3 – 0                                                              | Vriendschappelijk                                                  |                                                                    |
| 3.                                                                 | 27 april 2013                                                      | Georgië – Rusland                                                  | 1 – 0                                                              | Vriendschappelijk                                                  |                                                                    |
| 4.                                                                 | 24 mei 2013                                                        | Georgië – Engeland                                                 | 1 – 1                                                              | EK-kwalificatie                                                    |                                                                    |
| 5.                                                                 | 25 mei 2013                                                        | Georgië – Schotland                                                | 3 – 1                                                              | EK-kwalificatie                                                    | Goal                                                               |
| 6.                                                                 | 29 mei 2013                                                        | België – Georgië                                                   | 0 – 2                                                              | EK-kwalificatie                                                    |                                                                    |
| 7.                                                                 | 20 juli 2013                                                       | Frankrijk – Georgië                                                | 0 – 0                                                              | Europees kampioenschap 2013                                        |                                                                    |
| 8.                                                                 | 23 juli 2013                                                       | Servië – Georgië                                                   | 1 – 0                                                              | Europees kampioenschap 2013                                        |                                                                    |
| 9.                                                                 | 26 juli 2013                                                       | Servië – Georgië                                                   | 4 – 2                                                              | Europees kampioenschap 2013                                        |                                                                    |
| Als speler bij Georgië –21                                         |                                                                    |                                                                    |                                                                    |                                                                    |                                                                    |
| 1.                                                                 | 5 maart 2014                                                       | Georgië – Luxemburg                                                | 0 – 3                                                              | EK-kwalificatie                                                    |                                                                    |
| 2.                                                                 | 28 maart 2016                                                      | Georgië – Oekraïne                                                 | 3 – 3                                                              | Vriendschappelijk                                                  | Goal                                                               |
| 3.                                                                 | 3 juni 2016                                                        | Zweden – Georgië                                                   | 3 – 2                                                              | EK-kwalificatie                                                    |                                                                    |
| 4.                                                                 | 1 september 2016                                                   | Estland – Georgië                                                  | 0 – 1                                                              | EK-kwalificatie                                                    |                                                                    |
| 5.                                                                 | 6 september 2016                                                   | Georgië – Servië                                                   | 2– 2                                                               | EK-kwalificatie                                                    |                                                                    |
| Bijgewerkt tot 24 april 2024                                       |                                                                    |                                                                    |                                                                    |                                                                    |                                                                    |

### Georgisch elftal
Op 23 januari 2017 maakte Zivzivadze zijn debuut voor het Georgisch elftal tijdens met de 2-2 gelijkgespeelde oefeninterland tegen Oezbekistan. Op 25 maart 2022 scoorde hij zijn eerste doelpunt tijdens de met 1-0 gewonnen vriendschappelijke wedstrijd tegen Bosnië en Herzegovina.

#### Europees kampioenschap 2024
In de kwalificatie voor het Europees kampioenschap 2024 in Duitsland speelde Zivzivadze een belangrijke rol in de playoffs. Mede door twee doelpunten van zijn voet werd in de halve finale afgerekend met Luxemburg. In de finale werd na strafschoppen van Griekenland gewonnen waardoor Zivzivadze zich met Georgië voor het eerst kwalificeerde voor een groot toernooi. In mei 2024 werd bekend dat hij door bondscoach Willy Sagnol geselecteerd was voor het Europees kampioenschap. In de groepsfase tijdens de met 3-1 verloren wedstrijd tegen Turkije maakt hij zijn debuut op een eindtoernooi. Hij kwam in de 85e minuut in de ploeg voor Solomon Kvirkvelia. Vanwege een derde plaats in de poule kwalificeerde Georgië zich voor de achtste finales, waarin het met 4-1 verloor van Spanje. In deze wedstrijd kwam Zivzivadze 12 minuten in actie.

#### Interlandstatistieken
| Interlands van Boedoe Zivzivadze voor Georgië | Interlands van Boedoe Zivzivadze voor Georgië | Interlands van Boedoe Zivzivadze voor Georgië | Interlands van Boedoe Zivzivadze voor Georgië | Interlands van Boedoe Zivzivadze voor Georgië | Interlands van Boedoe Zivzivadze voor Georgië |
| №                                             | Datum                                         | Wedstrijd                                     | Uitslag                                       | Soort Wedstrijd                               | Doelpunten                                    |
| --------------------------------------------- | --------------------------------------------- | --------------------------------------------- | --------------------------------------------- | --------------------------------------------- | --------------------------------------------- |
| 1.                                            | 23 januari 2017                               | Oezbekistan – Georgië                         | 2 – 2                                         | Vriendschappelijk                             |                                               |
| 2.                                            | 25 januari 2017                               | Georgië – Jordanië                            | 0 – 1                                         | Vriendschappelijk                             |                                               |
| 3.                                            | 1 juni 2018                                   | Georgië – Malta                               | 1 – 0                                         | Vriendschappelijk                             |                                               |
| 4.                                            | 5 juni 2018                                   | Luxemburg – Georgië                           | 1 – 0                                         | Vriendschappelijk                             |                                               |
| 5.                                            | 28 maart 2021                                 | Georgië – Spanje                              | 1 – 2                                         | WK-kwalificatie                               |                                               |
| 6.                                            | 31 maart 2023                                 | Griekenland – Georgië                         | 1 – 1                                         | WK-kwalificatie                               |                                               |
| 7.                                            | 2 juni 2021                                   | Roemenië – Georgië                            | 1 – 2                                         | Vriendschappelijk                             |                                               |
| 8.                                            | 6 juni 2021                                   | Nederland – Georgië                           | 3 – 0                                         | Vriendschappelijk                             |                                               |
| 9.                                            | 25 maart 2022                                 | Bosnië en Herzegovina – Georgië               | 0 – 1                                         | Vriendschappelijk                             | Goal                                          |
| 10.                                           | 29 maart 2022                                 | Albanië – Georgië                             | 0 – 0                                         | Vriendschappelijk                             |                                               |
| 11.                                           | 5 juni 2022                                   | Bulgarije – Georgië                           | 0 – 0                                         | UEFA Nations League 2022/23                   | Goal                                          |
| 12.                                           | 9 juni 2022                                   | Noord-Macedonië – Georgië                     | 0 – 3                                         | UEFA Nations League 2022/23                   | Goal                                          |
| 13.                                           | 12 juni 2022                                  | Georgië – Bulgarije                           | 0 – 0                                         | UEFA Nations League 2022/23                   |                                               |
| 14.                                           | 23 september 2022                             | Georgië – Noord-Macedonië                     | 2 – 0                                         | UEFA Nations League 2022/23                   |                                               |
| 15.                                           | 23 september 2022                             | Gibraltar – Georgië                           | 1 – 2                                         | UEFA Nations League 2022/23                   |                                               |
| 16.                                           | 25 maart 2023                                 | Georgië – Mongolië                            | 6 – 1                                         | Vriendschappelijk                             | Goal                                          |
| 17.                                           | 28 maart 2023                                 | Georgië – Noorwegen                           | 1 – 1                                         | EK-kwalificatie                               |                                               |
| 18.                                           | 17 juni 2023                                  | Georgië – Cyprus                              | 1 – 2                                         | EK-kwalificatie                               |                                               |
| 19.                                           | 20 juni 2023                                  | Georgië – Schotland                           | 2 – 0                                         | EK-kwalificatie                               |                                               |
| 20.                                           | 12 september 2023                             | Noorwegen – Georgië                           | 2 – 1                                         | EK-kwalificatie                               | Goal                                          |
| 21.                                           | 12 oktober 2023                               | Georgië – Thailand                            | 8 – 0                                         | Vriendschappelijk                             |                                               |
| 22.                                           | 15 oktober 2023                               | Georgië – Cyprus                              | 4 – 0                                         | EK-kwalificatie                               |                                               |
| 23.                                           | 16 november 2023                              | Georgië – Schotland                           | 2 – 2                                         | EK-kwalificatie                               |                                               |
| 24.                                           | 21 maart 2024                                 | Georgië – Luxemburg                           | 2 – 0                                         | EK-kwalificatie                               | Goal · Goal                                   |
| 25.                                           | 26 maart 2024                                 | Georgië – Griekenland                         | 4 – 2 (n.s.)                                  | EK-kwalificatie                               |                                               |
| 26.                                           | 9 juni 2024                                   | Montenegro – Georgië                          | 1 – 3                                         | Vriendschappelijk                             | Goal                                          |
| 27.                                           | 18 juni 2024                                  | Turkije – Georgië                             | 3 – 1                                         | Europees kampioenschap 2024                   |                                               |
| 28.                                           | 30 juni 2024                                  | Spanje – Georgië                              | 4 – 1                                         | Europees kampioenschap 2024                   |                                               |
| 29.                                           | 7 september 2024                              | Georgië – Tsjechië                            | 4 – 1                                         | Nations League 2024/25 (Divisie B)            |                                               |
| 30.                                           | 10 september 2024                             | Albanië – Georgië                             | 0 – 1                                         | Nations League 2024/25 (Divisie B)            |                                               |
| 31.                                           | 11 oktober 2024                               | Oekraïne – Georgië                            | 1 – 0                                         | Nations League 2024/25 (Divisie B)            |                                               |
| 32.                                           | 14 oktober 2024                               | Georgië – Albanië                             | 0 – 1                                         | Nations League 2024/25 (Divisie B)            |                                               |
| 33.                                           | 16 november 2024                              | Georgië – Oekraïne                            | 1 – 1                                         | Nations League 2024/25 (Divisie B)            |                                               |
| 34.                                           | 19 november 2024                              | Tsjechië – Georgië                            | 2 – 1                                         | Nations League 2024/25 (Divisie B)            |                                               |
| Bijgewerkt tot 3 januari 2025                 |                                               |                                               |                                               |                                               |                                               |

## Persoonlijk
Zivzivadze is geboren in Koetaisi en werd vernoemd naar zijn grootvader.

## Erelijst
| Competitie          |              |              |              |              |
| Competitie          | Aantal       | Jaren        |              |              |
| FC Samtredia        | FC Samtredia | FC Samtredia | FC Samtredia | FC Samtredia |
| ------------------- | ------------ | ------------ | ------------ | ------------ |
| Erovnuli Liga       | 1x           | 2016/17      |              |              |
| Torpedo Koetaisi    |              |              |              |              |
| Georgische supercup | 1x           | 2018/19      |              |              |